# Biologia cellulare

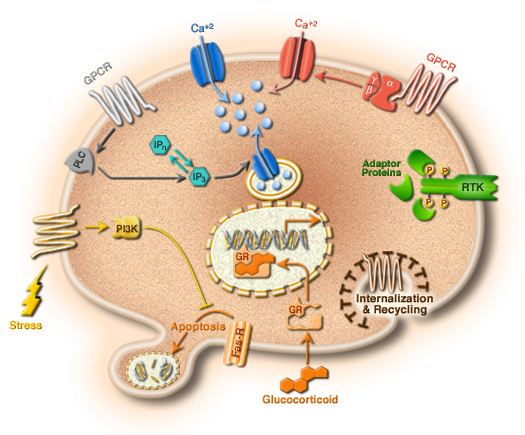
Schema di una cellula e di alcuni processi biochimici che vi avvengono.

La biologia cellulare o citologia è la branca della biologia che studia la cellula dal punto di vista morfologico e funzionale. Gli approcci della citologia sono sia a livello microscopico che molecolare, sia in organismi unicellulari che in organismi più complessi come l'uomo.
La conoscenza della struttura della cellula e dei processi che vi avvengono è molto importante per tutte le scienze biologiche. In particolare, riconoscendo le somiglianze e le differenze tra cellule di diversi organismi o di diversi tessuti, la citologia cerca di fornire una chiave di osservazione il più possibile generalizzata del sistema-cellula. La citologia rappresenta uno dei perni biologici di grande interesse per studiare i meccanismi cellulari e molecolari della patogenesi e per diagnosticare malattie attraverso le analisi citologiche (citopatologia).

## Storia della biologia cellulare
L'origine della citologia è strettamente legata allo sviluppo delle tecniche di osservazione e indagine. Esse permettono di osservare la cellula e, in particolare, grazie alla microscopia, con lenti sempre più perfezionate e potenti dagli inizi del XX secolo. Dal 1939 in poi iniziano ad apparire apparecchi elettronici che usano, per evidenziare l'oggetto da osservare, un fascio di elettroni anziché la luce. Il microscopio elettronico ha subito numerosi perfezionamenti e oggi permette enormi ingrandimenti.

### Pietre miliari
Ecco gli eventi più significativi della storia della biologia cellulare.
- 1665 – Robert Hooke indica con il termine cellula (termine latino che significa piccola camera), le sezioni discrete che individua in un campione di sughero osservato attraverso uno dei primi microscopi. Dieci anni più tardi pubblica Micrographia, riconoscendo di aver visto nel sughero non le cellule, ormai morte, ma le loro pareti cellulari.
- 1674 – Antoni van Leeuwenhoek individua i protozoi, che chiama animalcules. Nel 1683 individua anche i batteri. Le sue scoperte, frammentarie e poco ascoltate per via delle pubblicazioni in lingua olandese e non inglese, furono possibili grazie alla sua perizia nel costruire sistemi di ingrandimento.
- 1833 – Robert Brown descrive il nucleo delle cellule di una pianta di orchidea
- 1838 – Matthias Schleiden e Theodor Schwann propongono la teoria cellulare, sostenendo che le unità di base dei viventi siano le cellule, contenenti un nucleo. È la nascita formale della citologia.
- 1852 – Albert von Kölliker descrive i mitocondri nelle cellule muscolari.
- 1858 – Rudolf Virchow sostiene che ogni vivente multicellulare sia la somma di una gran quantità di singole unità pienamente vitali, le cellule, provenienti da altre cellule preesistenti (coniando la celebre frase omnis cellula e cellula, dal latino ogni cellula da una cellula). Partendo dallo stesso presupposto, in Zellpatologie sostiene che le patologie dell'organismo hanno origine da patologie cellulari.
- 1879 – Walther Flemming descrive con ampi dettagli il comportamento dei cromosomi durante la mitosi delle cellule animali.
- 1881 – Anders Retzius descrive dettagliatamente numerosi tessuti animali. Nei due decenni successivi, insieme a Santiago Ramón y Cajal e ad altri istologi, sviluppa numerose tecniche di colorazione, gettando le basi della moderna anatomia microscopica.
- 1882 – Robert Koch utilizza coloranti contenenti anilina per evidenziare le cellule dei microrganismi, identificando quelli responsabili di colera e tubercolosi. Altri batteriologi (come Edwin Klebs e Louis Pasteur) identificarono successivamente gli organismi responsabili di molte altre patologie.
- 1898 – Camillo Golgi individua e descrive il sistema intercellulare oggi noto come apparato di Golgi, colorando le cellule con nitrato d'argento.
- 1912 – Jacques Loeb preleva delle cellule uovo di riccio di mare, inducendone l'embriogenesi chimicamente.

### La moderna biologia cellulare
Nel corso del Novecento, con il crescere delle possibilità di indagine molecolare, la semplice osservazione microscopica della cellula è stata via via affiancata da tecnologie di analisi più raffinate, a livello di molecole e macromolecole. La biologia cellulare, dunque, è stata affiancata (e secondo alcuni in parte superata) da biologia molecolare e biochimica, in grado di fornire interpretazioni più fedeli sia della microstruttura della cellula che dei processi che vi avvengono. Negli ultimi anni, così come nei prossimi, sono due gli eventi che hanno definitivamente ridisegnato il volto della biologia cellulare: la genomica, che consiste nel sequenziamento completo dei genomi di numerosi organismi, e la proteomica, la conoscenza di tutte le possibili forme che le proteine possono assumere.

## Architettura cellulare
Anche se la varietà delle forme viventi potrebbe scoraggiare qualsiasi tentativo di generalizzazione, è possibile individuare numerosi punti di convergenza nella struttura delle cellule.

Schema di cellule procariotiche ed eucariotiche

Innanzitutto, è comune il fatto stesso che l'unità base di ogni organismo sia una cellula. Esistono due tipi di cellule: eucariotiche e procariotiche.
Le cellule eucariotiche hanno una struttura interna complessa, con un nucleo racchiuso in una membrana. Le cellule procariotiche, che non contengono un nucleo definito ed hanno una composizione interna più semplificata, sono state ulteriormente sottoposte a dettagliate analisi al DNA e suddivise in due domini diversi, chiamati Eubacteria (i batteri propriamente detti) e Archaea (detti anche archeobatteri). Sotto numerosi punti di vista, nonostante il loro nome, gli Archaea sono molto più simili agli eucarioti piuttosto che ai batteri. 
Attraverso recenti studi di genomica comparata, è stata ricostruita la filogenesi dei tre domini, secondo la quale Arcahea ed eucarioti avrebbero iniziato a divergere solo in seguito al differenziamento tra Eubacteria ed Archaea.
In ogni caso, sebbene le differenze tra procarioti ed eucarioti non siano affatto irrilevanti, tutte le cellule presentano numerose caratteristiche comuni.

### Processi di interesse citologico
Si riporta un elenco dei fenomeni più conservati e studiati in biologia cellulare:
- struttura e funzioni del nucleo cellulare:
  - morfologia dei cromosomi;
  - morfologia e funzione del nucleolo;
  - movimento attraverso i pori nucleari;
  - trascrizione e traduzione del materiale genetico;
- trasporto e distribuzione di molecole nei compartimenti cellulari:
  - ruolo dell'apparato di Golgi;
  - produzione dei lisosomi;
  - barriere in entrata e trasportatori nei vari compartimenti, come reticolo endoplasmatico rugoso, nucleo o mitocondri o perossisomi;
- processi di endocitosi:
  - processo di internalizzazione;
  - tipi di ligando riconosciuti;
  - eventi rilevanti nel corso del processo, come il patching, il capping;
  - ruolo della clatrina e dell'adattina;
  - effetto della temperatura sul processo;
  - ingresso del colesterolo;
  - dinamiche dei microtubuli;
- struttura e ruolo dei mitocondri:
  - organizzazione;
  - struttura membrana interna;
  - ciclo vitale;
- architettura della membrana cellulare:
  - ruolo dei fosfolipidi;
  - ruolo del colesterolo;
  - ruolo dei glicolipidi;
  - ruolo delle proteine;
  - giunzioni intercellulari;
  - microvilli;
  - molecole di adesione
- struttura e dinamiche delle ciglia;
- struttura del citoscheletro.